# Plateau de Kaema
3
Le plateau de Kaema, en coréen 개마고원, est un plateau situé en Corée du Nord. Il varie d'environ 700 à 2 000 mètres d'altitude pour une superficie de 40 000 km2. Il s'agit du plus grand plateau de Corée d'où son surnom de « toit de Corée ». Celui-ci était à l'origine une extension de la plaine du nord-est de la Chine il y a quelques millions d'années, avant de subir une élévation par la suite. Par conséquent, les rivières, telles que Hochon et Changjin étaient considérées comme des affluents du fleuve Songhua. Le basalte du mont Paektu s'est accumulé dans le xian autonome coréen de Changbai, induisant des rivières dans le Yalou. Les vallées ont été formées par la suite par les affluents. Ainsi, un terrain plat existe toujours dans certaines parties du sud-est du plateau.